# Primer plano (programa de televisión español)
Primer plano fue un programa de televisión emitido en abierto por Canal+, entre 1990 y 1996, en el cual se repasaba la actualidad cinematográfica.

## Historia
Durante su primera temporada el espacio era presentado por una pareja de actores distinta cada semana. Hasta que en 1991 la presentación corrió a cargo de forma regular por los actores españoles Maribel Verdú y Fernando Guillén Cuervo. La actriz Emma Suárez también estuvo un tiempo al frente de las labores de presentación junto con Fernando Guillén. Finalmente el programa pasó a manos de Carmen Maura, hasta 1996, año en que fue sustituido por Magacine.